# Portunidae
Famille
Les Portunidae sont une famille de crabes. 

## Caractéristiques
Cette famille comporte plus de 450 espèces dont plus de 300 actuelles.
Elle a été créée par Constantin Samuel Rafinesque (1783-1840) en 1815.
Cette famille se caractérise (avec quelques autres de la super-famille des Portunoidea) par le raccourcissement du corps et son étalement transversal (avec prolongement par de longues épines latérales qui participent à l'endosquelette servant à l'insertion des muscles requise par la nage), par les derniers articles de la cinquième paire de pattes modifiés en une « rame » et le dernier (le dactyle)  aplati en palette natatoire arrondie, ce qui leur permet de s'enfouir et de nager plutôt efficacement (Portunus pelagicus y excelle particulièrement), si bien que certaines espèces mènent une vie à peu près exclusivement pélagique. Cette palette a cependant régressé chez certains genres de mœurs exclusivement benthiques.
Les espèces de la famille vivent sur différents types de fonds, tant en eau saumâtre que salée, de quelques mètres jusqu'à 200 m de profondeur.
Un certain nombre d'espèces portent le nom vernaculaire d'« étrilles » (ou parfois « crabes bleus »), et plusieurs font l'objet d'une exploitation commerciale.

## Liste des genres
Selon World Register of Marine Species (28 mai 2015) :
- sous-famille Caphyrinae Paul'son, 1875
  - genre Caphyra Guérin, 1832
  - genre Coelocarcinus Edmondson, 1930
  - genre Lissocarcinus Adams & White, 1849
- sous-famille Carcininae MacLeay, 1838
  - genre Carcinus Leach, 1814
  - genre Echinolatus Davie & Crosnier, 2006
  - genre Nectocarcinus A. Milne-Edwards, 1860
  - genre Portumnus Leach, 1814
  - genre Xaiva MacLeay, 1838
- sous-famille Carupinae Paul'son, 1875
  - genre Carupa Dana, 1851
  - genre Catoptrus A. Milne-Edwards, 1870
  - genre Libystes A. Milne-Edwards, 1867
  - genre Richerellus Crosnier, 2003
- genre Cycloachelous Ward, 1942
- genre Gonioneptunus Ortmann, 1893
- genre Hellenus Milne-Edwards, 1879
- genre Neptunus De Haan, 1833
- sous-famille Podophthalminae Dana, 1851
  - genre Euphylax Stimpson, 1860
  - genre Podophthalmus Lamarck, 1801
- sous-famille Portuninae Rafinesque, 1815
  - genre Achelous (nl) De Haan, 1833
  - genre Arenaeus Dana, 1851
  - genre Atoportunus Ng & Takeda, 2003
  - genre Callinectes Stimpson, 1860
  - genre Carupella Lenz & Strunck, 1914
  - genre Cavoportunus T. S. Nguyen & Ng, 2010
  - genre Cronius Stimpson, 1860
  - genre Laleonectes Manning & Chace, 1990
  - genre Lupella Rathbun, 1897
  - genre Lupocyclus Adams & White, 1849
  - genre Portunus Weber, 1795
  - genre Sanquerus Manning, 1989
  - genre Scylla De Haan, 1833
  - genre Xiphonectes A. Milne-Edwards, 1873
- sous-famille Thalamitinae Paul'son, 1875
  - genre Charybdis De Haan, 1833
  - genre Gonioinfradens Leene, 1938
  - genre Thalamita Latreille, 1829
  - genre Thalamitoides A. Milne-Edwards, 1869

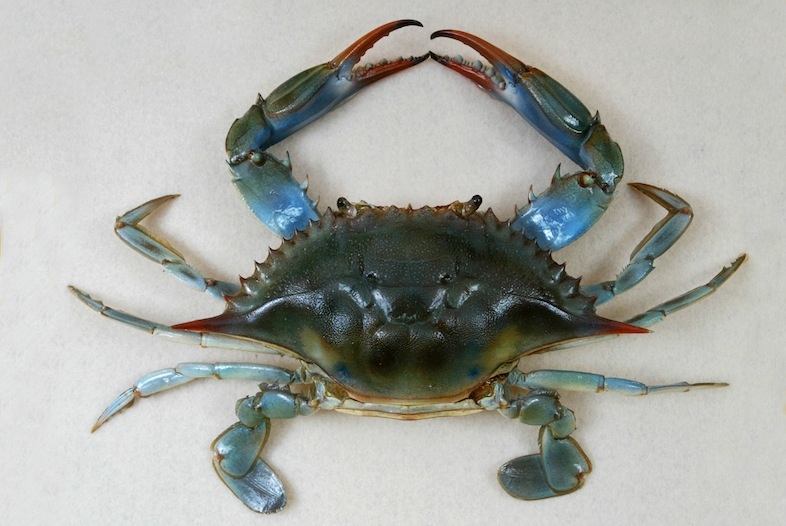
Callinectes sapidus
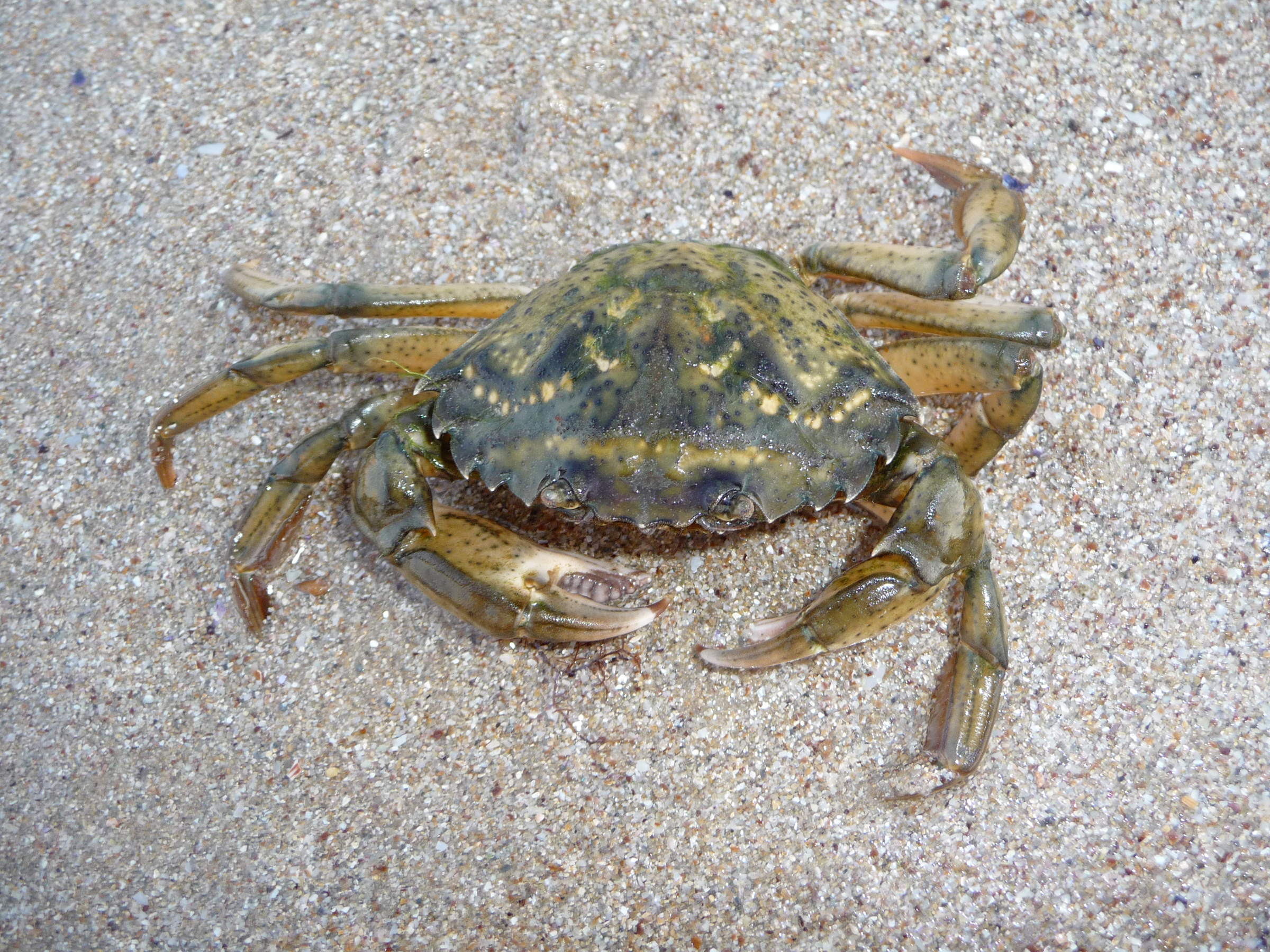
Carcinus aestuarii
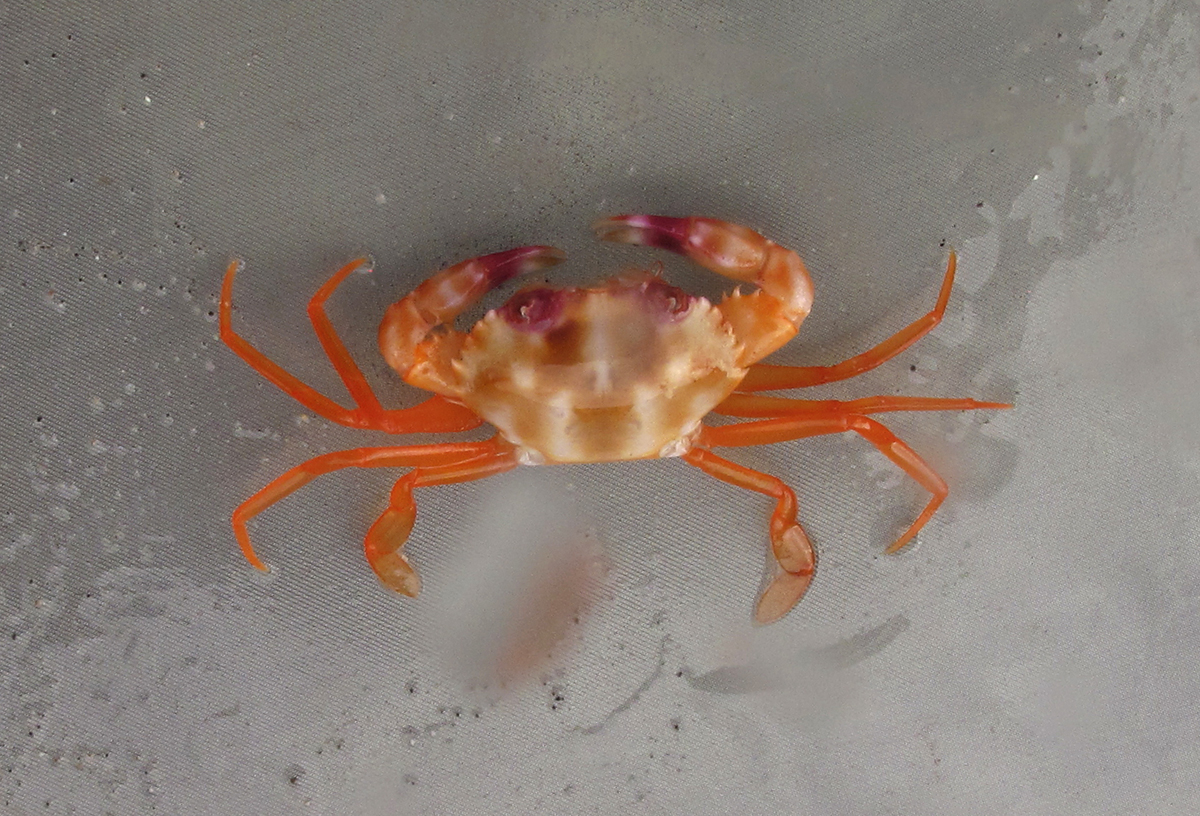
Carupa tenuipes
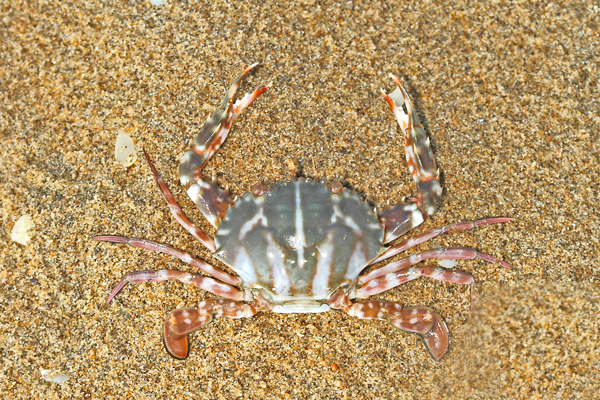
Charybdis feriata
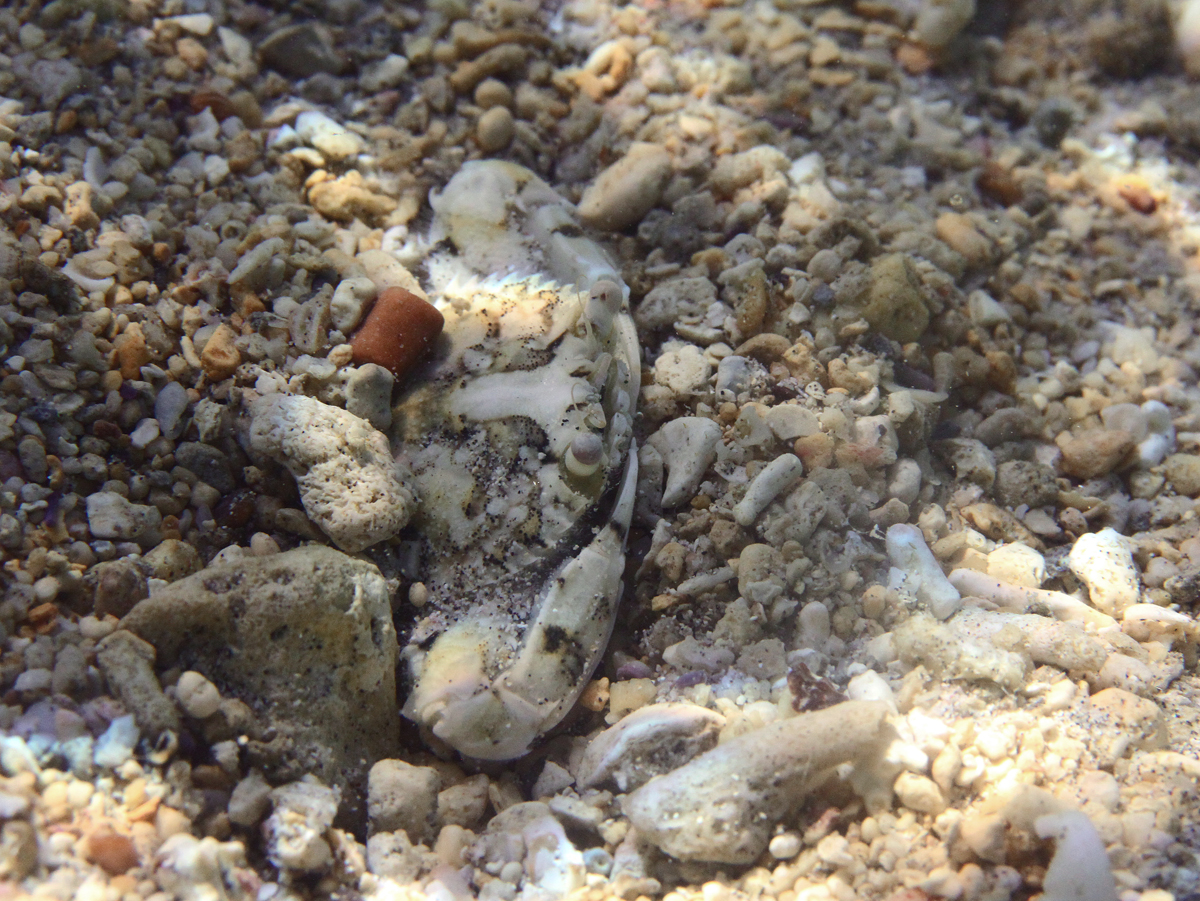
Cycloachelous granulatus
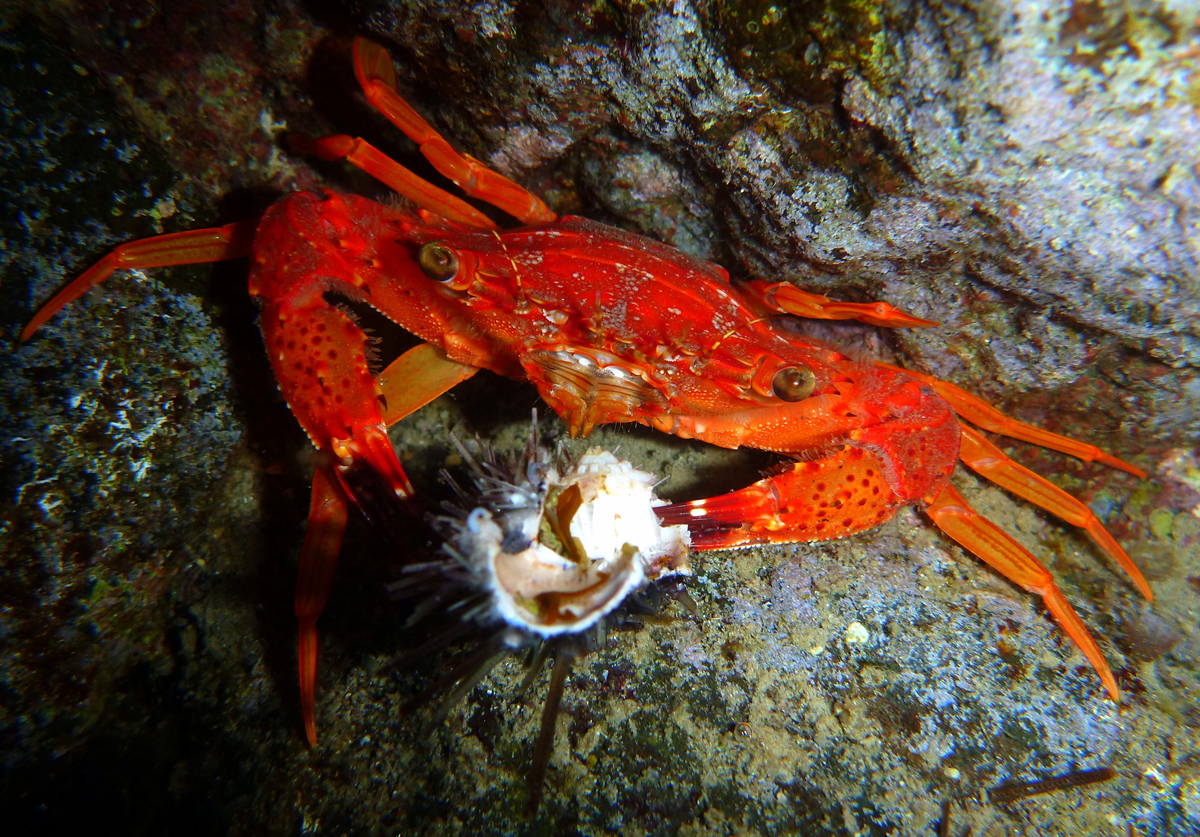
Gonioinfradens paucidentatus
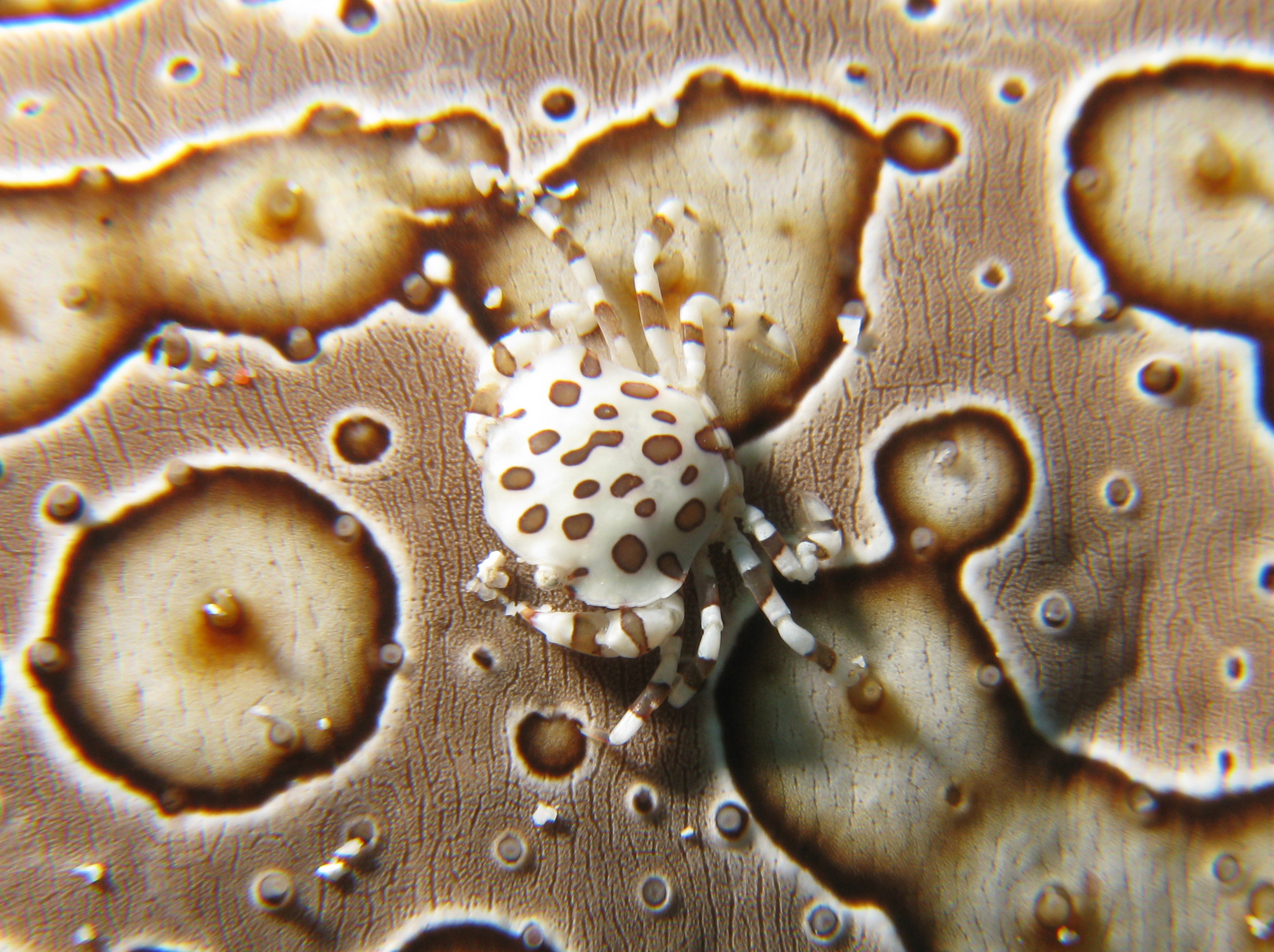
Lissocarcinus orbicularis
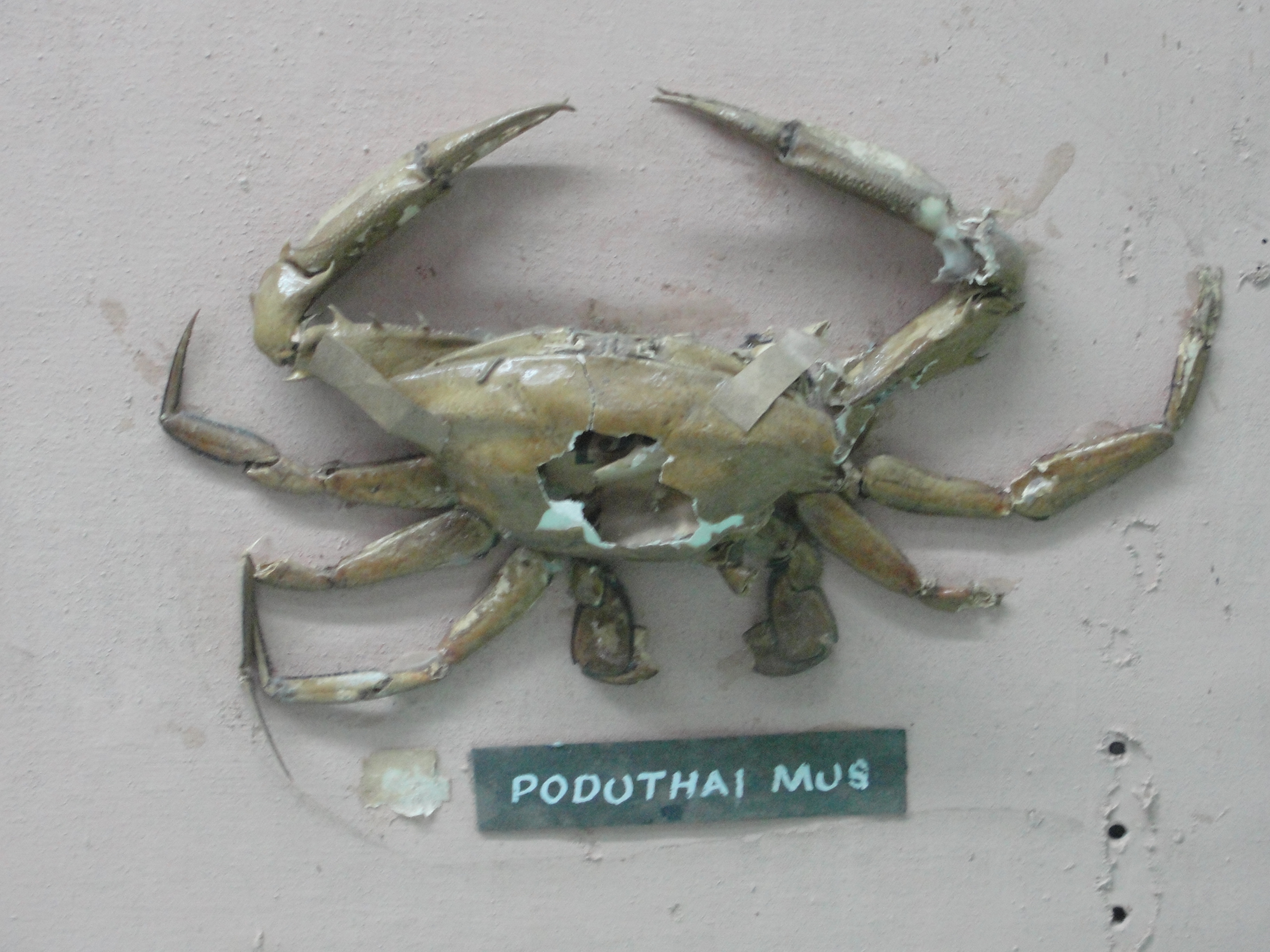
Podophthalmus vigil
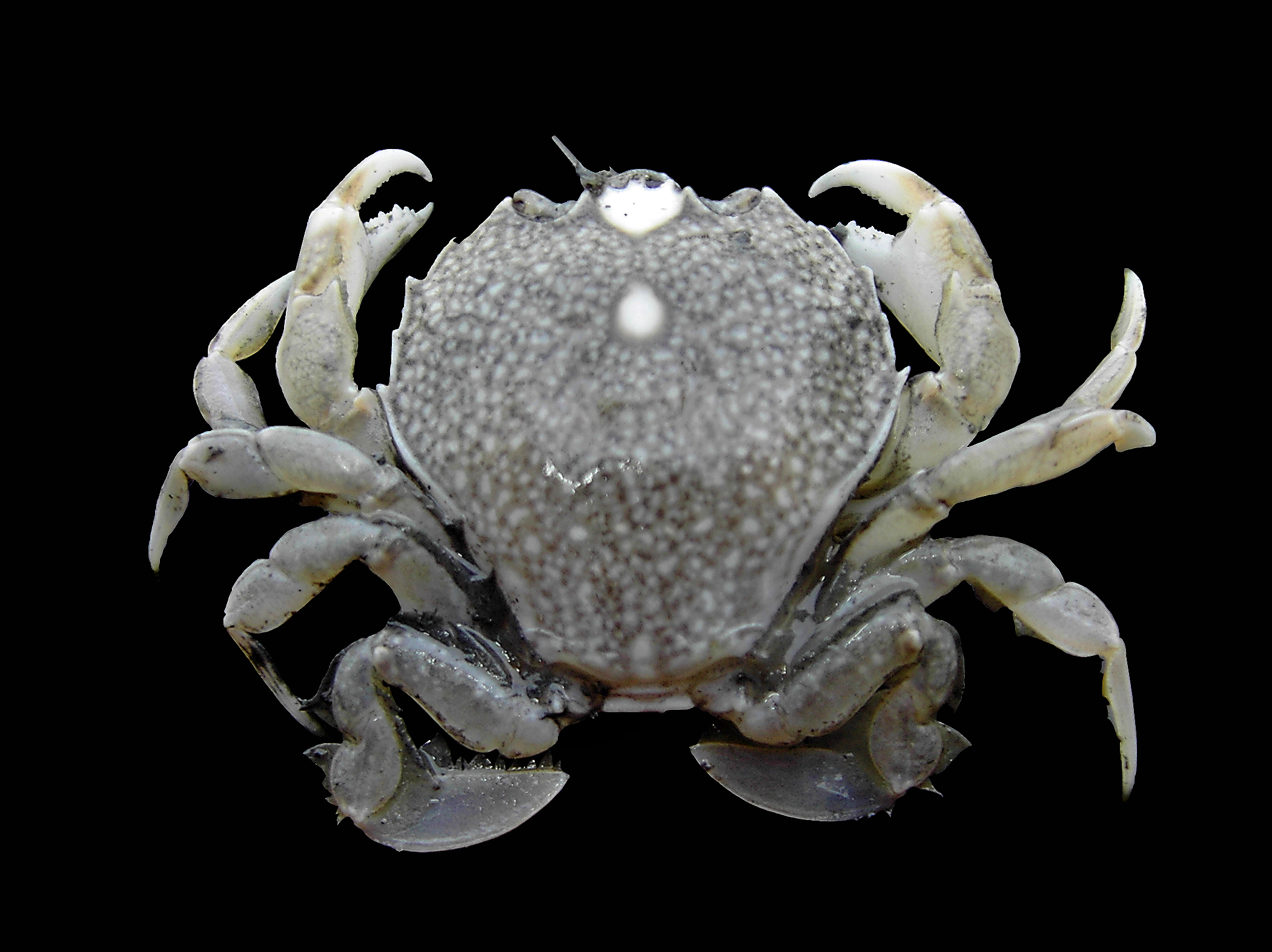
Portumnus latipes
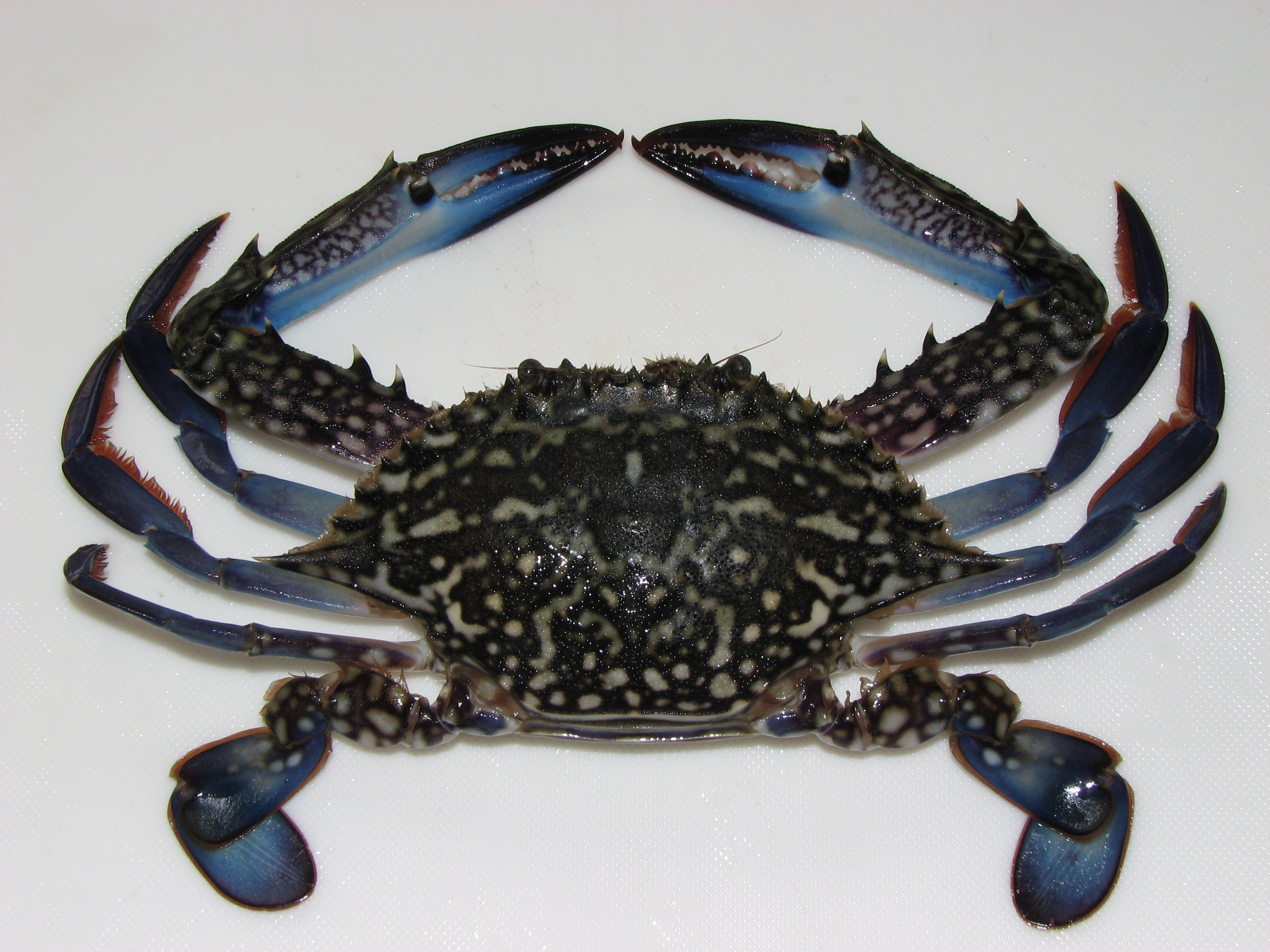
Portunus pelagicus
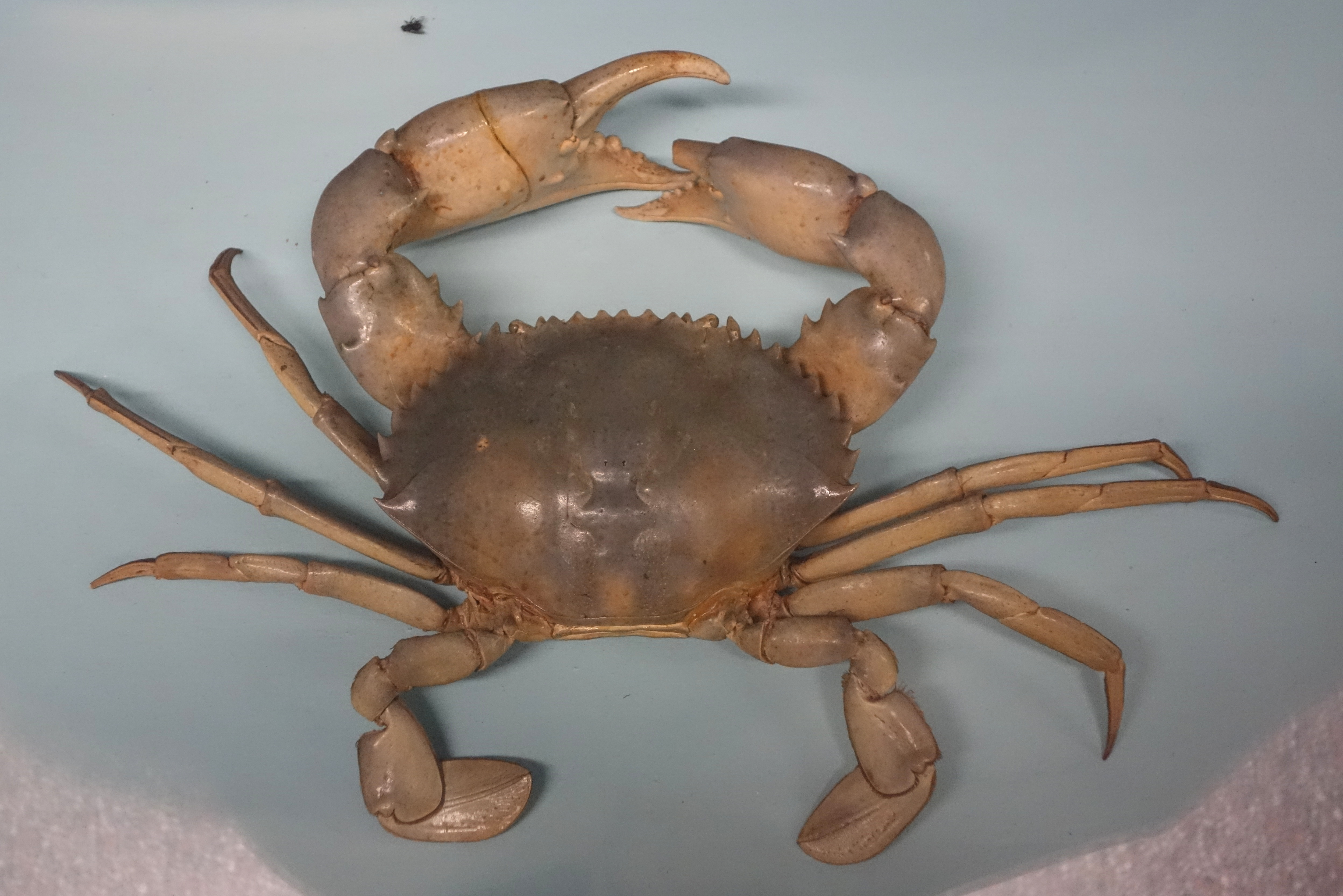
Scylla serrata
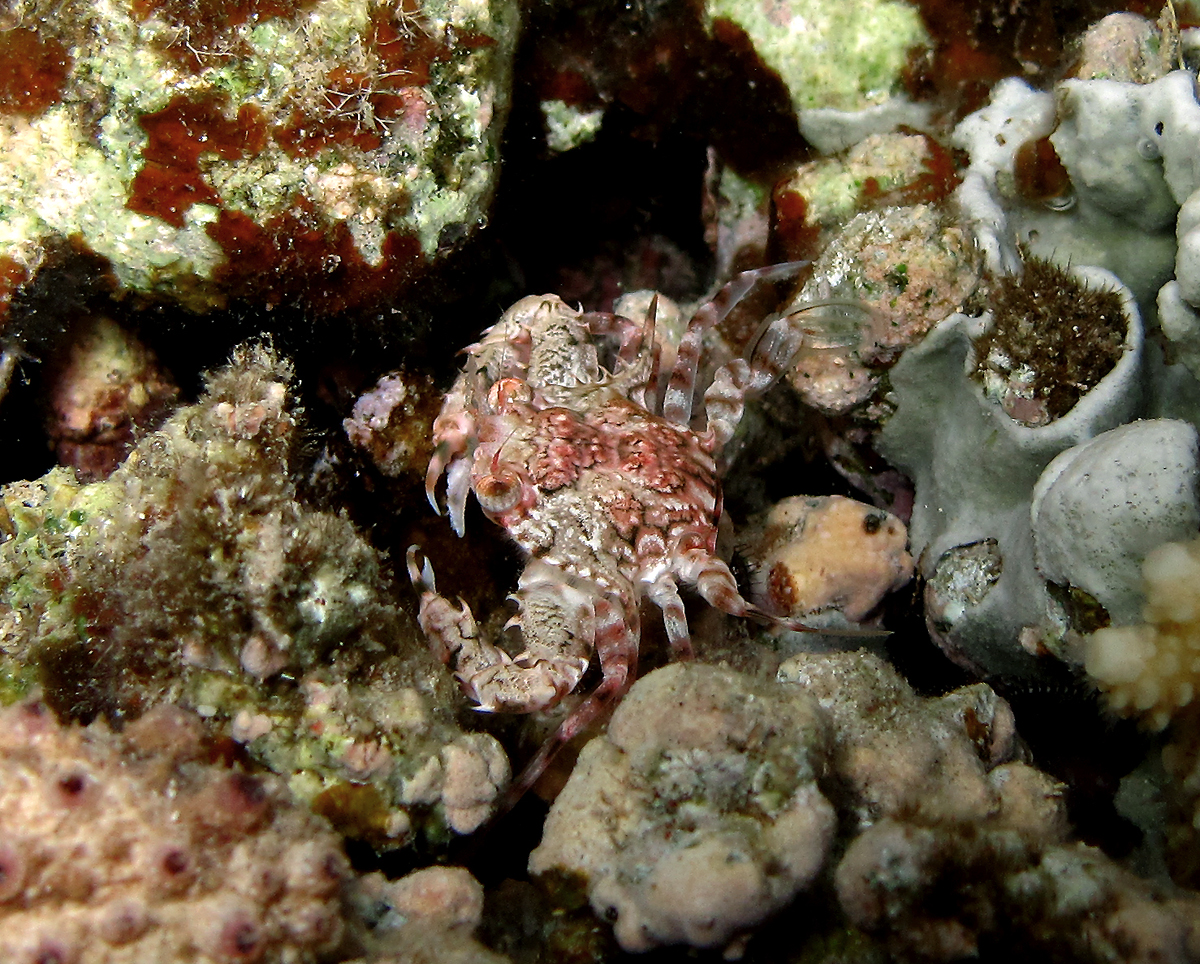
Xiphonectes longispinosus
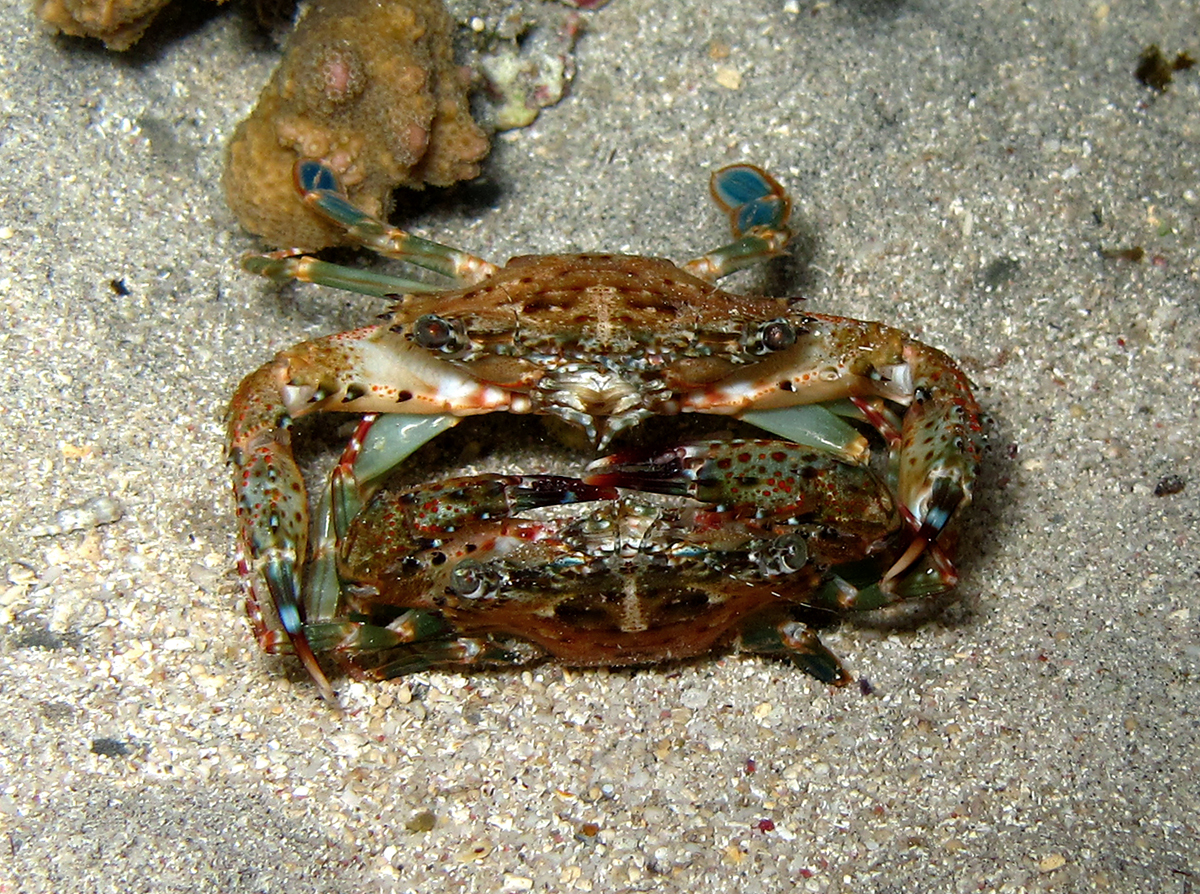
Thalamita coeruleipes (accouplement)
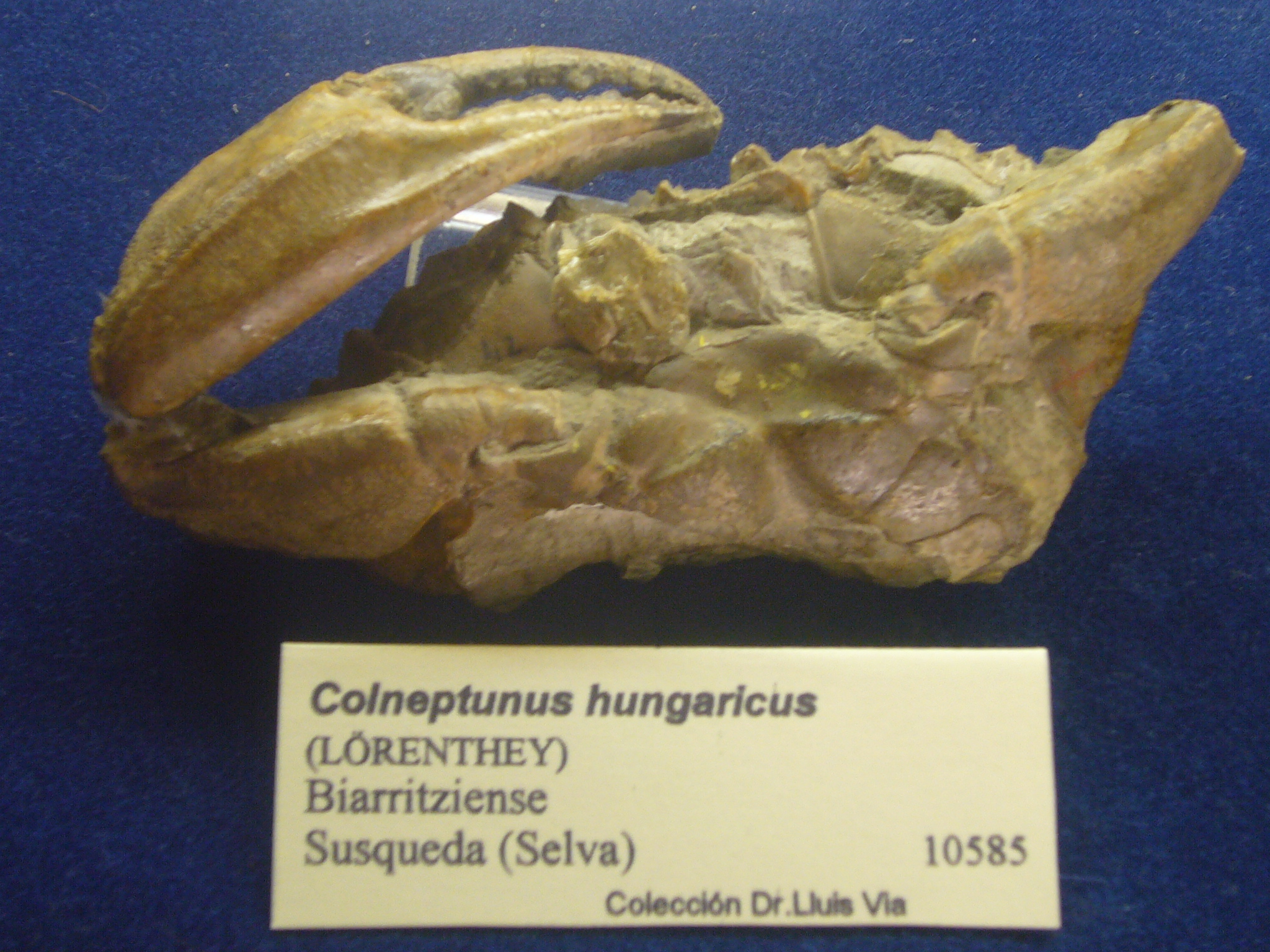
Fossile de Colneptunus hungaricus
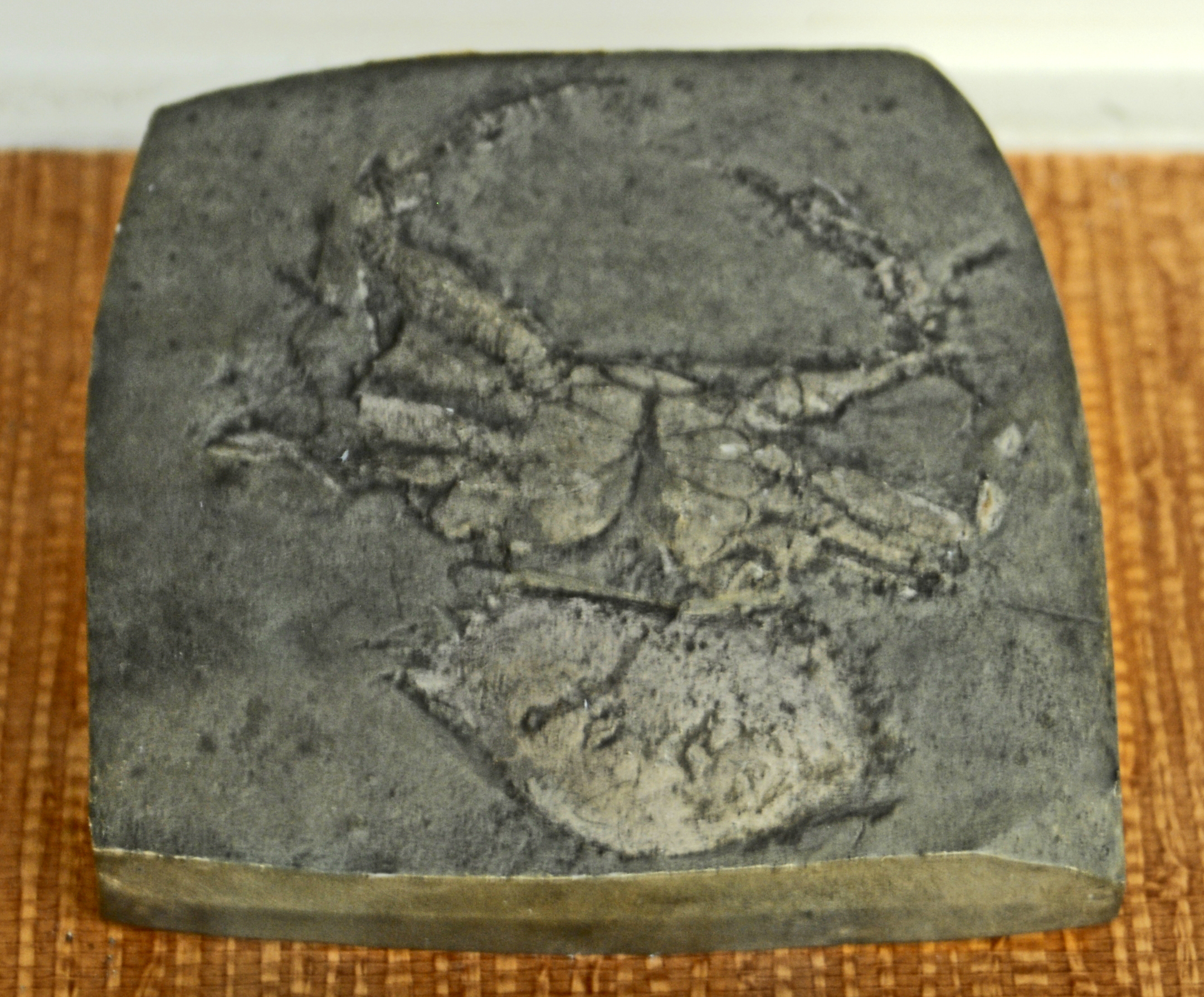
Fossile de Neptunus granulatus

## Référence
- Rafinesque, 1815 : Analyse de la Nature, ou Tableau de l’Univers et des Corps Organisés. p. 1-224.